# Belhomert-Guéhouville
Belhomert-Guéhouville és un municipi francès, situat al departament de l'Eure i Loir i a la regió de Centre – Vall del Loira. L'any 2007 tenia 811 habitants.

## Demografia

### Població
El 2007 la població de fet de Belhomert-Guéhouville era de 811 persones. Hi havia 332 famílies, de les quals 94 eren unipersonals (43 homes vivint sols i 51 dones vivint soles), 109 parelles sense fills, 117 parelles amb fills i 12 famílies monoparentals amb fills.
La població ha evolucionat segons el següent gràfic:
Habitants censats

### Habitatges
El 2007 hi havia 425 habitatges, 333 eren l'habitatge principal de la família, 63 eren segones residències i 29 estaven desocupats. 417 eren cases i 8 eren apartaments. Dels 333 habitatges principals, 260 estaven ocupats pels seus propietaris, 71 estaven llogats i ocupats pels llogaters i 2 estaven cedits a títol gratuït; 2 tenien una cambra, 19 en tenien dues, 66 en tenien tres, 103 en tenien quatre i 142 en tenien cinc o més. 271 habitatges disposaven pel capbaix d'una plaça de pàrquing. A 144 habitatges hi havia un automòbil i a 163 n'hi havia dos o més.

### Piràmide de població
La piràmide de població per edats i sexe el 2009 era:
| Homes | Edats   | Dones |
| ----- | ------- | ----- |
| 0     | 95 o +  | 0     |
| 0     | 90 a 94 | 0     |
| 8     | 85 a 89 | 16    |
| 0     | 80 a 84 | 4     |
| 16    | 75 a 79 | 36    |
| 12    | 70 a 74 | 20    |
| 0     | 65 a 69 | 16    |
| 32    | 60 a 64 | 4     |
| 16    | 55 a 59 | 32    |
| 28    | 50 a 54 | 4     |
| 32    | 45 a 49 | 24    |
| 32    | 40 a 44 | 28    |
| 36    | 35 a 39 | 56    |
| 36    | 30 a 34 | 28    |
| 16    | 25 a 29 | 16    |
| 28    | 20 a 24 | 8     |
| 28    | 15 a 19 | 44    |
| 32    | 10 a 14 | 28    |
| 16    | 5 a 9   | 24    |
| 44    | 0 a 4   | 16    |

## Economia
El 2007 la població en edat de treballar era de 534 persones, 408 eren actives i 126 eren inactives. De les 408 persones actives 374 estaven ocupades (199 homes i 175 dones) i 34 estaven aturades (16 homes i 18 dones). De les 126 persones inactives 51 estaven jubilades, 44 estaven estudiant i 31 estaven classificades com a «altres inactius».

### Ingressos
El 2009 a Belhomert-Guéhouville hi havia 338 unitats fiscals que integraven 846 persones, la mediana anual d'ingressos fiscals per persona era de 18.063 €.

### Activitats econòmiques
Dels 29 establiments que hi havia el 2007, 2 eren d'empreses extractives, 1 d'una empresa alimentària, 2 d'empreses de fabricació de material elèctric, 1 d'una empresa de fabricació d'altres productes industrials, 6 d'empreses de construcció, 6 d'empreses de comerç i reparació d'automòbils, 2 d'empreses de transport, 1 d'una empresa d'hostatgeria i restauració, 2 d'empreses d'informació i comunicació, 1 d'una empresa immobiliària, 3 d'empreses de serveis, 1 d'una entitat de l'administració pública i 1 d'una empresa classificada com a «altres activitats de serveis».
Dels 5 establiments de servei als particulars que hi havia el 2009, 1 era un taller de reparació d'automòbils i de material agrícola, 2 paletes, 1 lampisteria i 1 electricista.
L'únic establiment comercial que hi havia el 2009 era una fleca.
L'any 2000 a Belhomert-Guéhouville hi havia 10 explotacions agrícoles que ocupaven un total de 750 hectàrees.

## Equipaments sanitaris i escolars
El 2009 hi havia una escola elemental integrada dins d'un grup escolar amb les comunes properes formant una escola dispersa.

## Poblacions properes
El següent diagrama mostra les poblacions més properes.